# Liolaemus bellii
Liolaemus bellii este o specie de șopârle din genul Liolaemus, familia Tropiduridae, descrisă de Müller și Walter Hellmich în anul 1932.

## Subspecii
Această specie cuprinde următoarele subspecii:
- L. b. bellii
- L. b. araucaniensis
- L. b. moradoensis
- L. b. neuquensis